# Шефер, Герман (политик)
Герман Рудольф Шефер (нем. Hermann Rudolf Schäfer; 6 апреля 1892, Ремшайд, Германская империя — 16 мая 1966, Бад-Годесберг, ФРГ) — западногерманский государственный деятель, федеральный министр по особым поручениям ФРГ (1953—1956).

## Биография

### Начало карьеры и партийная деятельность
Получил высшее образование в области политологии и экономики, а также газетно-издательского дела, в 1914 г. защитил докторскую диссертацию на тему «Пресса немецкого рабочего движения». Во время обучения
вступил в студенческое объединение SBV Nordalbingia Leipzig. Некоторое время работал редактор, а с 1914—1918 гг. служил солдатом на фронтах Первой мировой войны. После освобождения из плена (1920) до 1934 г. являлся управляющим директором, а затем — исполнительным директором Ассоциации руководящих служащих (Vela). С 1935 г. работал клерком в Ганзейской дополнительной больничной кассе, с 1946 г. становится ее руководителем. Во время Второй мировой войны он был капитаном резерва на должности Уполномоченного по техническим средствам связи в Берлине.
Перед началом Первой мировой войны он вступил в ряды леволиберальной Прогрессивной народной партии. В 1920 г. присоединился к Немецкой демократической партии, с 1925 по 1932 гг. принадлежал к ее правлению.
После окончания Второй мировой войны в сентябре 1945 г. был одним из тех, кто способствовал воссоздания Партии свободных демократов, которая вскоре получила название СвДП. В 1946 г. был избран заместителем председателя регионального отделения партии в Гамбурге. В 1947 г. был избран заместителем председателя СвДП в британской зоне оккупации. С 1950 по 1955 гг. — заместитель председателя СвДП. Несмотря на то, что он считался представителем левого крыла партии, в феврале 1956 г. политик присоединился к «группе Ойлера», которая скорее относилась к приверженцам правых взглядов, которые впоследствии основали Свободную Народную партию, объединившийся годом позже с Немецкой партией. В 1961 г. он вернулся в ряды СвДП.

### Политическая карьера
В 1925—1932 гг. избирался членом городского совета Кельна и с 1929 г. возглавлял там фракцию Немецкой демократической партии. С 1947 г. был членом Консультативного совета британской зоны оккупации, в 1948—1949 гг. — членом парламентского совета и его вице-президентом. В этом качестве вместе с Конрадом Аденауэром и Адольфом Шёнфельдером готовил Конституцию ФРГ, принятую в мае 1949 г. и под которой стоит и его подпись. Он также возглавлял комиссию Парламентского совета, которая рассматривала вопрос о временном размещении федеральных органов власти. Комиссия предложила Совету сделать выбор между Бонном и Франкфуртом, отклонив варианты Касселя и Штутгарта.
С 1949 по 1957 гг. избирался депутатом немецкого бундестага, а с 1949 по 1953 гг. занимал должность его вице-президента. Одновременно в 1950—1953 гг. являлся членом Парламентской ассамблеи Совета Европы.
В 1949—1951 в 1952—1953 гг. возглавлял фракцию СвДП в бундестаге, в промежутке между этит датами был заместителем ее председателя.
В феврале 1956 г. вместе с представителями так называемой «Группы Ойлера» покинул ряды фракции СвДП и оставался беспартийным депутатом. В марте 1956 г. стал членом образованного «Демократического Рабочего объединения», из которой в конечном итоге была образована объединенная депутатская группа Немецкой партии и. Свободной Народной партии.
В 1953—1956 гг. — федеральный министр по особым поручениям ФРГ в кабинете Конрада Аденауэра.
В 1957 г. был назначен федеральным Уполномоченным по вопросам служащих и свободных профессий.

## Награды и звания
Большой крест 1-й степени ордена «За заслуги перед Федеративной Республикой Германия» (1956).